# Edward Burns
Edward Burns Jr. (Woodside, Queens, Nueva York, 29 de enero de 1968) es un actor y director de cine estadounidense.

## Biografía

### Infancia y juventud
Burns nació en Woodside, Queens, Nueva York, hijo de Molly (apellido de soltera McKenna), encargada de una agencia federal, y de Edward J. Burns, Sr., un relacionador público y oficial de policía. Es el segundo de tres hijos; su hermana se llama Molly y su hermano, Brian.

### Vida privada
Su hermano menor, Brian Burns, es productor de TV y, junto a Edward, tiene su propia compañía de producción llamada 'Irish Twins'. Burns salió con las actrices Maxine Bahns y Heather Graham (1998-2000). Desde el 7 de junio de 2003 Burns está casado con la modelo Christy Turlington; el 25 de octubre de 2003 nació su hija Grace y el 11 de febrero de 2006 nació su hijo Finn.

## Filmografía

### Escritor/director
- The Brothers McMullen (1995)
- She's the One (1996)
- No Looking Back (1998)
- Sidewalks of New York (2001)
- Miércoles de ceniza (2002)
- Looking for Kitty (2004)
- The Groomsmen (2006)
- Purple Violets (2007)
- The Lynch Pin (2009)
- Nice Guy Johnny (2010)
- Millers in Marriage (2025)[2]

### Actor
- The Brothers McMullen (1995)
- She's the One (1996)
- No Looking Back (1998)
- Saving Private Ryan (1998)
- 15 minutos (2001)
- Sidewalks of New York (2001)
- Life or Something Like It (2002)
- Miércoles de ceniza (2002)
- Confidence (2003)
- Looking for Kitty (2004)
- The Breakup Artist (2004)
- El sonido del trueno (2005)
- The River King (2005)
- The Groomsmen (2006)
- The Holiday (2006)
- Purple Violets (2007)
- 27 Dresses (2008)
- One Missed Call (2008)
- The Lynch Pin (2009)
- Echelon Conspiracy (2009)
- Nice Guy Johnny (2010)
- Man on a Ledge (2012)
- Friends with Kids (2012)
- Alex Cross (2012)
- Mob City (2013)
- Millers in Marriage (2025)[2]